# Paso Jelepla

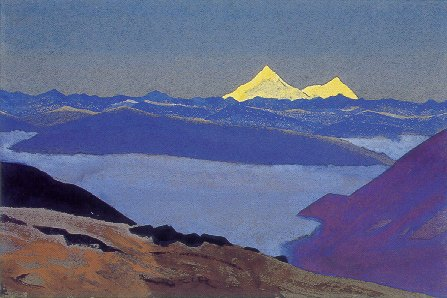
Jelepla

Jelepla (También escrito Jelep La) (altura 4267 m) es un paso montañoso entre la India y Tíbet en el distrito de East Sikkim en Sikkim. 
El lago Menmecho se encuentra por debajo del paso Jelepla.
Jelep-la, es un nombre tibetano, que significa 'El hermoso paso nivelado', es denominado así ya que es el paso más fácil y accesible de todos los pasos entre Tíbet y Sikkim.' (Según el Bengal District Gazetteers Darjeeling, 1907, por L.S.S.O'Malley, Indian Civil Service.)
El paso se encuentra en Sikkim y la ruta conecta Lhasa con la India. 
Del lado indio hay dos rutas que llevan a Jelep La, una por Gangtok y la otra por Kalimpong. La ruta de Kalimpong es una antigua ruta que fue la que impulsó la economía local mediante el comercio de lana y pieles a comienzos del siglo XX. El paso permaneció cerrado luego de la Guerra Chino-India en 1962. Atraviesa los pueblos de Pedong en el norte de Bengala Occidental, Rhenok, y Kupup. La ruta desde Gangtok pasa por los pueblos de Sherathang, cerca del lago Changu y cerca de Nathu La y por Kupup. 
La ruta posee hermosos panoramas con bosques de rododendros que florecen en primavera. Un gran número de cabañas pueblan el paisaje bucólico, en lo que es una experiencia sibarítica para el viajero. Del lado tibetano del paso, éste conduce al valle de Chumbi en la Llanura Tibetana.

## Historia
Jelep La estuvo en uso desde tiempos antiguos al desarrollarse el comercio entre la India y Tíbet. Después de que los británicos se apropiaran de la India, los británicos comenzaron a construir rutas hacia Sikkim hacia el año 1884. Algunos tibetanos vieron esto con aprensión y en 1886 una pequeña milicia tibetana ocupó la región cerca del paso. En mayo de 1888, atacaron a los británicos pero fueron repelidos. En septiembre de ese mismo año los británicos recuperaron la zona que rodea al paso.
A causa de la creciente influencia rusa en Tíbet, una expedición británica fue enviada por JelepLa a Lhasa en 1904 al mando del coronel Francis Younghusband. Esta expedición se encontró con fuerzas tibetanas hostiles que fueron vencidas por los británicos. En ausencia del 13.er Dalái lama, que había huido hacia Mongolia, los británicos forzaron un acuerdo comercial con los tibetanos.
Luego de la independencia de la India en 1947, Sikkim, que en ese entonces era una monarquía, le dio a la India el status de nación suzerain. Tras la invasión china de Tíbet en 1950 y la represión del levantamiento tibetano de 1959, los pasos hacia Sikkim se convirtieron en una vía de escape para los refugiados del Tíbet que escapaban del poder chino. Durante la Guerra Chino-India de 1962, hubo varias escaramuzas fronterizas entre fuerzas indias y chinas en inmediaciones del paso JelepLa y NathuLa - aun cuando Sikkim todavía era un reino independiente-. Luego de la guerra, los dos pasos fueron cerrados de forma permanente. Con la reciente mejora en las relaciones entre India y China, existen planes para reabrir el paso JelepLa (el 6 de julio de 2006 se abrió el paso NathuLa) que se espera fomente el crecimiento económico de la zona.